# Onthophagus insulsus
Onthophagus insulsus är en skalbaggsart som beskrevs av Louis Albert Péringuey 1901. Onthophagus insulsus ingår i släktet Onthophagus och familjen bladhorningar. Inga underarter finns listade i Catalogue of Life.